# Gangspil
Et gangspil (eller capstan) er en roterende, vertikal tromle som bruges til at hæve eller flytte tunge genstande. 

## Funktion
Et gangspil fungerer ved at man lægger løkker af tov, kabler eller trosser over trommelen som låses af i sig selv. På siden er monteret 4-10 håndspager som en eller flere mand kan skubbe foran sig mens de går ind i gangspillet, hvorfra det har fået sit navn. I moderne tid findes det også i motordrevne udgaver. 

## Anvendelse
Gangspil har særligt været benyttet til at hæve ankeret fra skibe. Det er også eksempler på store skibe, hvor ankeret har været tilsvarende større, og gangspillet har gået igennem to dæk.

## Galleri
- Capstan ved værftsmuseet på Kalvø, anvendt ved kølhaling af skibe.
- Japanske værftsarbejdere anvender en capstan til at trække et stort krigsskib til kaj.